# SU-14
El SU-14 fue un prototipo de cañón autopropulsado pesado soviético construido sobre el chasis del T-35. El prototipo original montaba un cañón M1935 (Br-2) de 152 mm; la variante SU-14-1 de 1936 llevaba un cañón B-4 de 203 mm que podía disparar proyectiles de 48,9 kilogramos a distancias de hasta 25 km. Su blindaje tenía un espesor de 20 a 50 mm. Nunca entró en producción en serie.

## Desarrollo
El trabajo en el vehículo comenzó en 1933, con un prototipo construido un año después. En 1935, se modificaron varias desventajas y se construyó otro prototipo designado SU-14-1. En febrero de 1937, los prototipos completaron con éxito una serie de pruebas de rendimiento. Se esperaba que entrara en producción el año siguiente. Sin embargo, en 1937, el diseñador jefe P. N. Siachyntov fue retirado del programa, deteniendo así el desarrollo del proyecto.
En 1940, en relación con los planes para usarlos durante la guerra con Finlandia, se agregó blindaje a los dos prototipos existentes y fueron redesignados SU-14-2. Posteriormente participaron en la defensa de Moscú en 1941 junto con el prototipo SU-100Y. El primero (el prototipo SU-14 original) fue desechado en 1960. El segundo prototipo, como SU-14-2, está en exhibición en el Museo de Tanques en Kubinka.

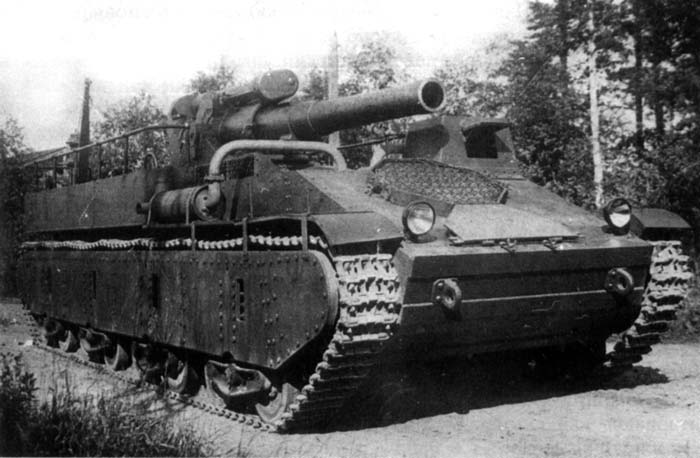
SU-14 antes de pruebas de disparo, 1934
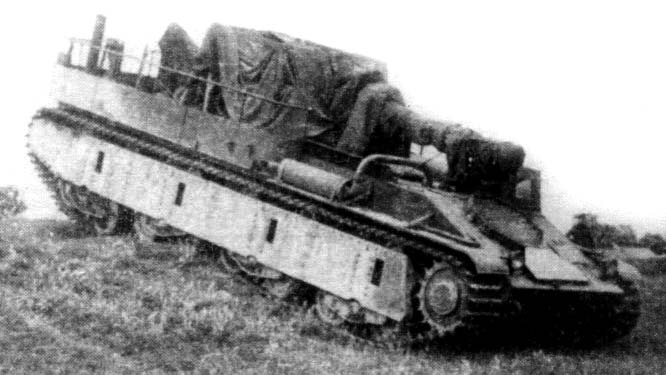
SU-14 con cañon cubierto, en pruebas para navegación, 1934
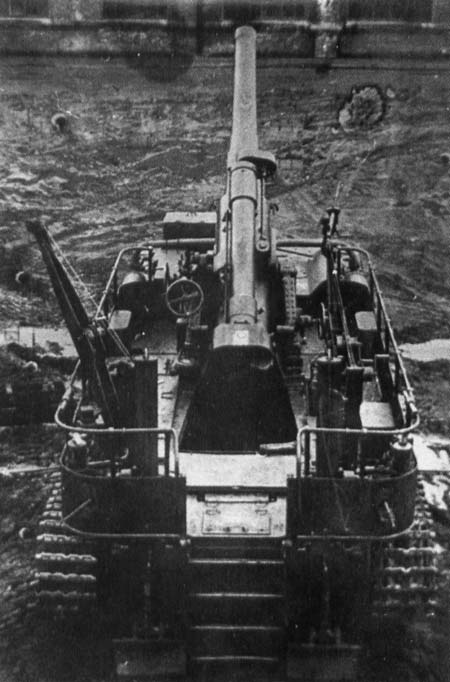
SU-14 en el patio de la factoría No 185, 1934
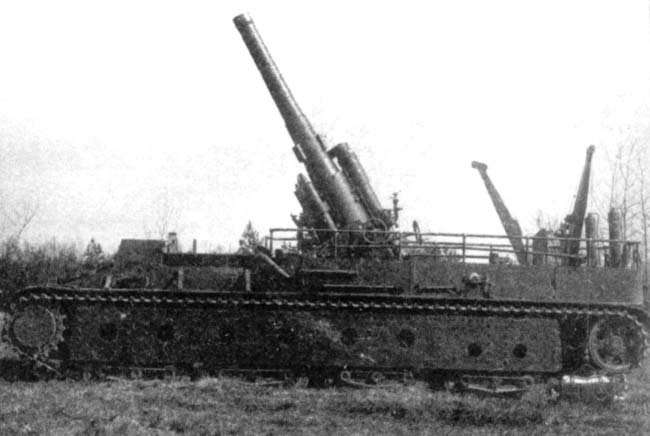
Prototipo de SU-14-1 en pruebas, 1936
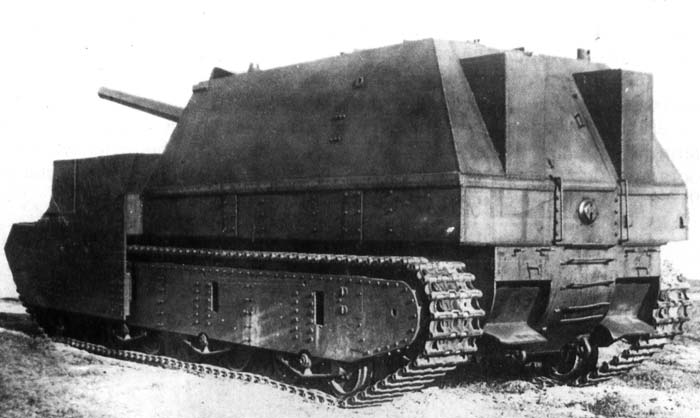
SU-14-Br-2 blindado mejorado en prueba en Kubinka, 1940
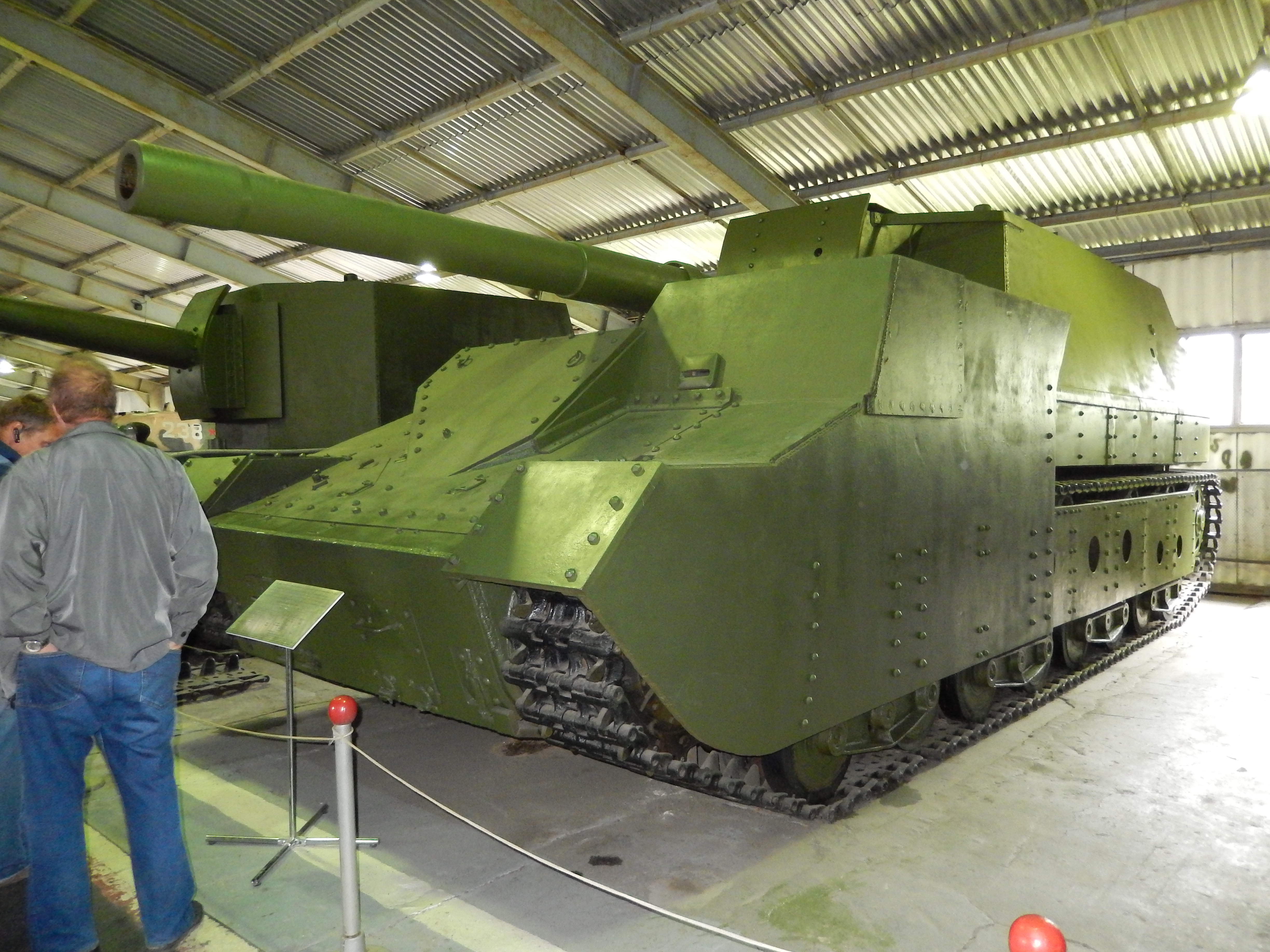
Cañón autopropulsado SU-14-2 en museo en Kubinka 01
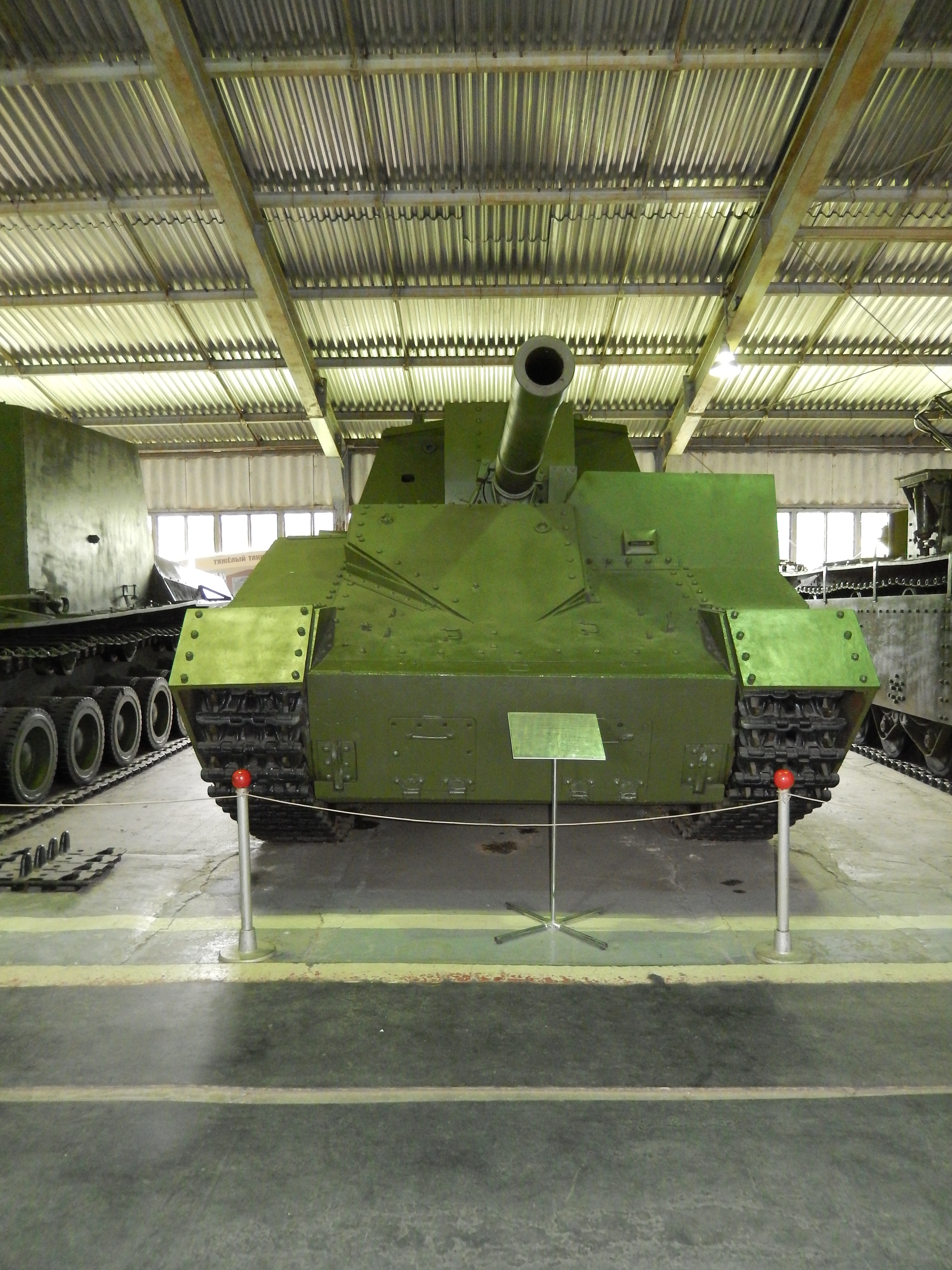
Cañón autopropulsado SU-14-2 en museo en Kubinka 02
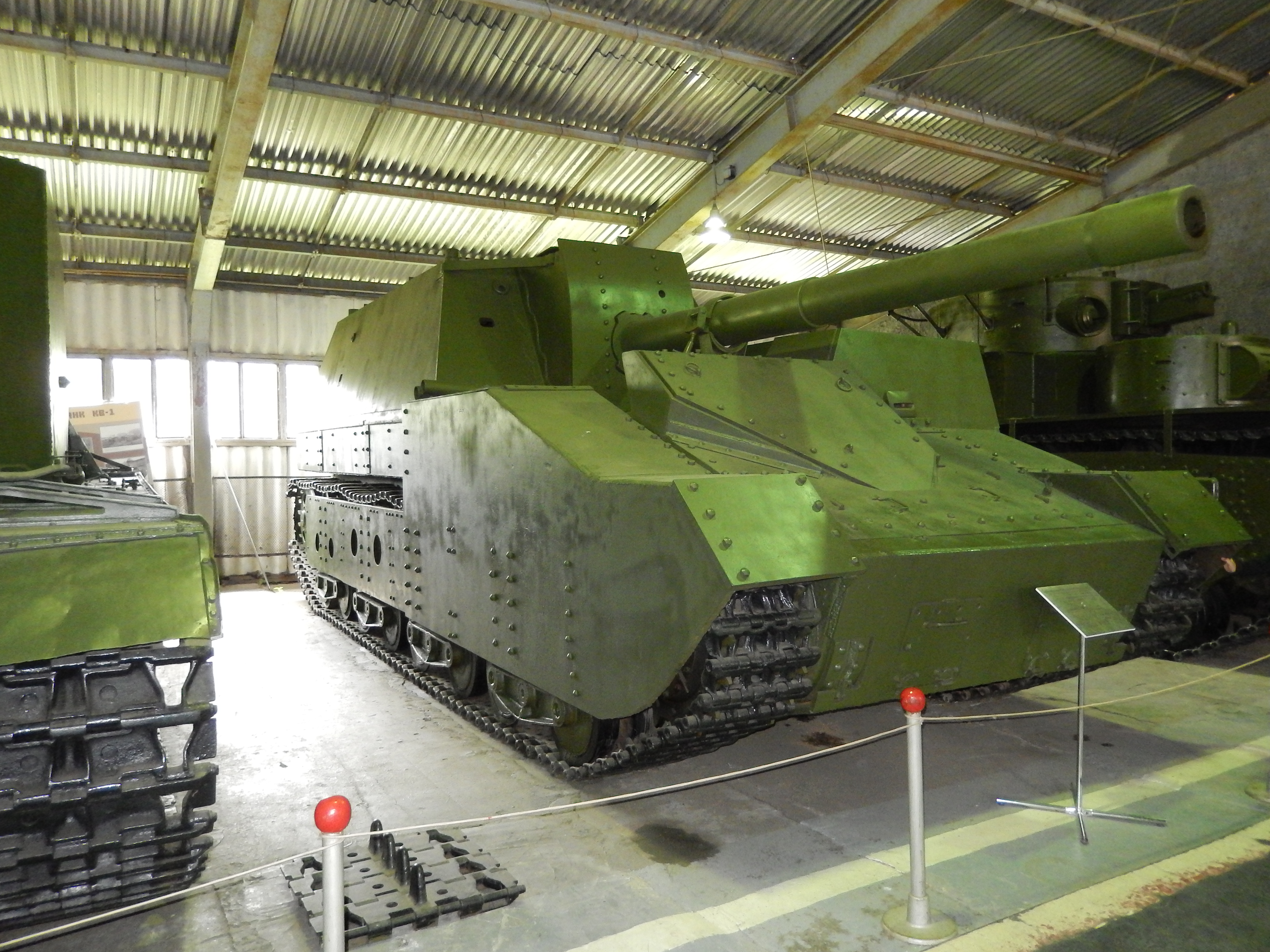
Cañón autopropulsado SU-14-2 en museo en Kubinka 03

- Datos: Q924502
- Multimedia: SU-14 / Q924502